# Maria degli Angeli Fontanella

Stemma Tana

Marianna Fontanella, in religione Maria degli Angeli (Torino, 7 gennaio 1661 – Torino, 16 dicembre 1717), è stata una religiosa carmelitana scalza italiana, beatificata da papa Pio IX nel 1865.

## Biografia
Nona degli undici figli dei conti di Santena (era figlia del conte Giovanni Fontanella di Baldissero e di Maria Tana di Santena), studiò presso le cistercensi di Saluzzo e nel 1676, vinte le resistenze dei famigliari, abbracciò la vita religiosa tra le carmelitane scalze del monastero di Santa Cristina a Torino.
A trentatré anni fu eletta priora della comunità.
Dietro suggerimento di Sebastiano Valfrè, fondò una filiale del monastero a Moncalieri, ma non poté stabilirvisi per la volontà della famiglia reale di trattenerla a Torino (Vittorio Amedeo II le era molto legato, specialmente per il sostegno spirituale da lei dato alla città durante l'assedio del 1706).
Si distinse per le pratiche ascetiche e le penitenze. Morì, dopo una breve malattia, nel 1717.

## Il culto
La causa della santa fu introdotta a istanza di Vittorio Emanuele II; papa Pio IX la beatificò il 14 maggio 1865.
Il suo corpo è venerato nella chiesa del monastero di San Giuseppe a Moncalieri.
Il suo elogio si legge nel Martirologio romano al 16 dicembre.